# Tribhuwana Wijayattungga Dewi

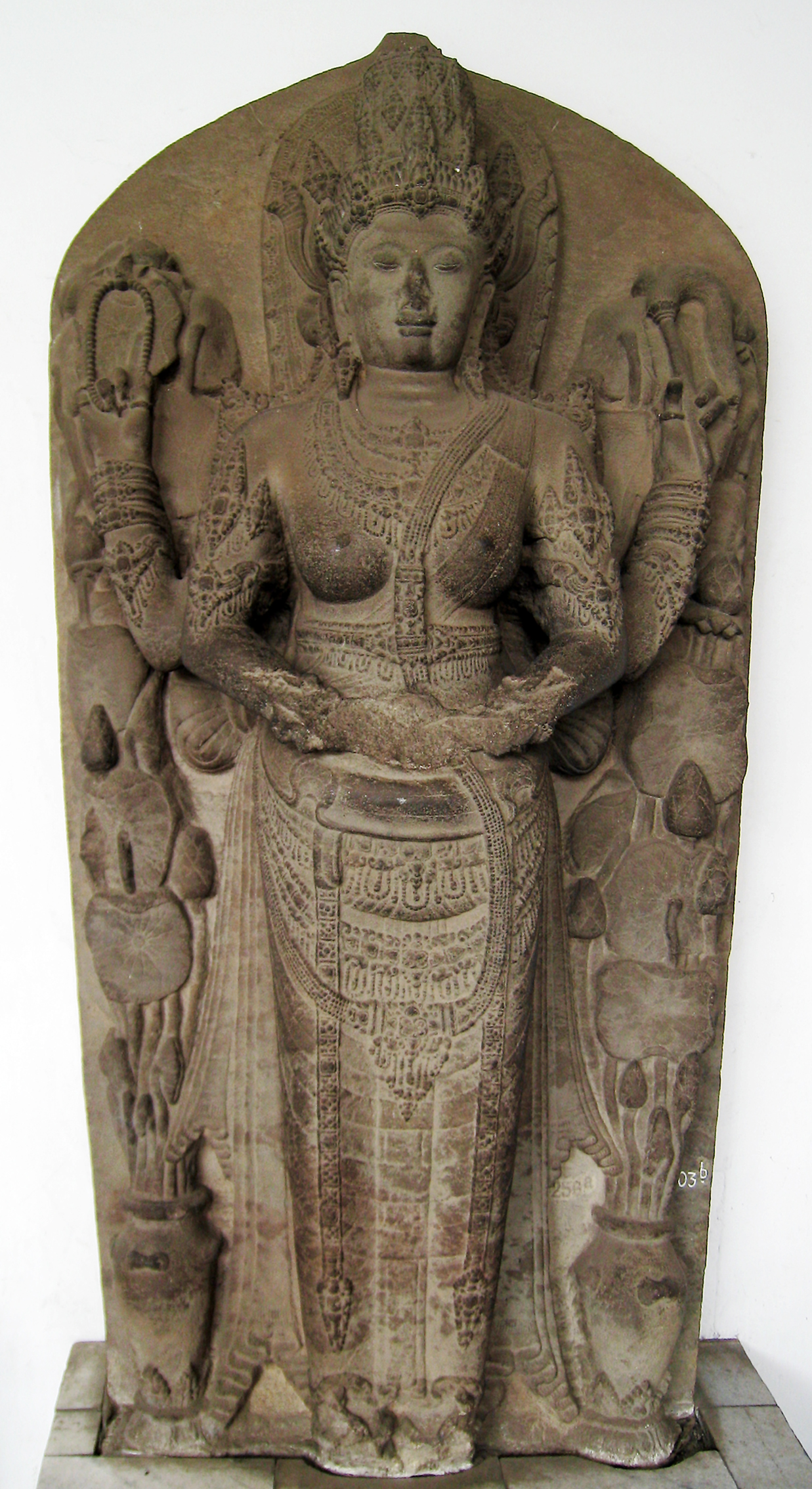
Statue von Tribhuwannottunggadewi, Königin von Majapahit, als Parvati dargestellt

Tribhuwana Wijayattungga Dewi (auch unter ihrem Herrschernamen Tribhuwannottunggadewi Jayawishnuwardhani oder Dyah Gitarja bekannt) war eine javanesische Titularkönigin und die dritte Monarchin von Majapahit, die von 1328 bis 1350 regierte. Sie wählte Gajah Mada zu ihrem Premierminister und verfolgte massiv die Expansion des Reiches.

## Frühes Leben
Sie war die Tochter von Raden Wijaya, dem ersten König von Majapahit, und seiner Gattin Gayatri Rajapatni und war die Mutter und Vorgängerin von Hayam Wuruk, dem vierten Monarchen von Majapahit. Sie trug auch den Titel „Bhre Kahuripan“ (Fürstin von Kahuripan). Tribhuwana war ein Mitglied der Rājasa-Dynastie, der Herrscher von Majapahit und dessen Vorgänger, dem Königreich Singhasari. Mütterlicherseits war sie auch die Enkelin von Kertanegara von Singhasari.

## Herrschaft
Der Hayam Wuruk gewidmeten Trauerrede Nagarakretagama zufolge bestieg Tribhuawana 1328 durch Befehl ihrer Mutter Gayatri den Thron und ersetzte dadurch Jayanegara, der 1328 getötet wurde. Sie regierte mit der Hilfe ihres Ehemannes Kertawardhana. 
1331 führte sie mit Hilfe ihres Cousins Adityawarman selbst eine Armee aufs Schlachtfeld, um Rebellionen in den Gegenden um Sadeng und Keta zu zerschlagen. Dies tat sie teilweise, um den Konkurrenzkampf zwischen Gajah Mada und Ra Kembar zu schlichten, die beide Tribhuawanas Militärführer im Kampf gegen Sadeng werden wollten.
Tribhuwanas Herrschaft ist für die Erweiterung des Territoriums von Majapahit bekannt. 1343 eroberte Majapahit die Königreiche Pejeng, Dalem Dedahulu und die gesamte Insel Bali. Adityawarman wurde 1347 gesandt, um den Rest der Königreiche Srivijaya und Melayu zu erobern. Er wurde dann zum „Uparat“ (zweiter- oder  Vizekönig) von Sumatra befördert. 
Tribhuwanas Herrschaft endete 1350, als Gayatri starb. Die Expansion von Majapahit wurde unter der Herrschaft Hayam Wuruks fortgeführt. Er erreichte im Westen Lamuri (das heutige Aceh) und Wanin (die heutige Onin-Halbinsel in Papua) im Osten.